# Malignes epitheloides Hämangioendotheliom
Das maligne epitheloide Hämangioendotheliom (EHE) ist ein sehr seltener maligner vaskulärer Tumor, d. h. ein bösartiges Sarkom der Stütz- und Bindegewebe, das vom Endothel der Blutgefäße ausgeht. Es wurde erst 1982 als eigenständige Tumorentität definiert.

## Lokalisationen und Epidemiologie
Als Sarkom kann das EHE prinzipiell an nahezu jedem Ort im menschlichen Körper entstehen. Es tritt vor allem in Leber, Lunge, Herz, Knochen, Milz, Lymphknoten, dem Bindegewebe, Gehirn und Hirnhäuten auf. Initial multifokaler Befall innerhalb eines Organs ist die Regel- mit Ausnahme der im Bindegewebe lokalisierten Tumore, welche meist bei Diagnosestellung solitär sind.
Auf Grund des insgesamt seltenen Auftretens und der schwierigen Differentialdiagnostik ist eine Abschätzung der Gesamthäufigkeit dieser Neoplasie nur schwer möglich. In Analogie zu vorliegenden Daten für die Lokalisation in der Leber ist von einer Inzidenz von <1/1.000.000 ohne klare Alterspräferenz auszugehen, wobei Frauen, insbesondere unter Therapie mit hormonellen Kontrazeptiva oder in der Schwangerschaft statistisch leicht überrepräsentiert scheinen.
Als weitere Risikofaktoren sind eine Exposition gegenüber Asbest, Thorotrast, Vinylchlorid, Virushepatitiden und Alkoholkonsum anzunehmen.

## Pathologie und pathologische Differentialdiagnostik
Wie bereits beschrieben, kann das EHE als primärer Gefäßtumor prinzipiell an jedem gefäßführenden Ort des menschlichen Körpers auftreten. In der Leber zeigt es meist ein multifokales invasives und verdrängendes Wachstum mit mehreren, teils miteinander verschmelzenden Herden, aber – im Gegensatz zum hepatischen Angiosarkom – typischerweise keine diffuse Infiltration des gesamten Organs. Das EHE ist ein bösartiger Tumor und metastasiert je nach Lokalisation auf dem Blut- (hämatogen) sowie Lymphweg (lymphogen) unter anderem in Lunge, lokale Lymphknoten und Knochen. Histologisch ist es in der Hämatoxylin-Eosin-Färbung nicht bzw. kaum von einem Angiosarkom, einem sklerosierenden Hämangiom, oder dem sehr viel häufigeren Gallengangskarzinom zu unterscheiden. Besondere histologische Merkmale des EHE sind primäre Atypien der Zellen des Gefäßendothels sowie die Bildung intrazellulärer, teilweise mit Erythrozyten gefüllter Vakuolen. Die entarteten Endothelzellen zeigen eine gewisse morphologische Ähnlichkeit mit Zellen des mehrschichtig unverhornten Plattenpithels und bilden irregulär konfigurierte dysfunktionale Gefäßstrukturen aus, die man nicht mit der sekundären Angiogenese bei anderen bösartigen Tumoren verwechseln darf. Aus der Kombination dieser Eigenschaften resultiert der Name „epitheloides Hämangioendotheliom“. In Spezialfärbungen (z. B. mit Antikörpern gegen spezifische Merkmale von Gefäßzellen) lässt sich der Ursprung der Tumorzellen von Gefäßstrukturen belegen. Auf diesem Wege sind die sehr viel häufigeren Karzinome, welche diese Merkmale i. d. R. nicht tragen, als Differentialdiagnose auszuschließen. Eine Differenzierung zwischen den primären Gefäßtumoren Hämangiom (gutartig), Hämangioendotheliom, sowie Angiosarkom (beide bösartig) gelingt letztlich nur unter Zusammenschau der Histologie, des makroskopischen Tumorwachstumsmusters sowie der Wachstumsgeschwindigkeit (über eine klinische Verlaufsbeobachtung und/oder mit Hilfe histologischer Wachstumsmarker).

## Klinisches Bild
Die klinische Präsentation der Patienten ist sehr variabel und hängt primär von der Tumorlokalisation ab. Es treten in der Klinik vom asymptomatischen Zufallsbefund bis hin zum voll ausgeprägten systemischen Tumorleiden alle Abstufungen auf. So werden für das vergleichsweise häufige in der Leber gelegene (hepatische) EHE entweder keine oder eher unspezifische Symptome wie ein Druckschmerz im rechten Oberbauch, Hepatomegalie, und eine B-Symptomatik angegeben.

## Diagnostik und Differentialdiagnosen
Der Verdacht einer bösartigen Neubildung wird oft anhand der o. g. unspezifischen Symptomatik oder eines Zufallsbefundes bei einer Untersuchung aus anderer Ursache gestellt. Eine gezielte Tumorsuche mit bildgebenden Verfahren (Magnetresonanztomographie (MRT), Computertomographie (CT), Sonographie) kann diesen Eingangsverdacht erhärten. Laboruntersuchungen zu den Funktionen der betroffenen Organe liefern weitere Hinweise auf das Tumorverhalten. Es gibt keine etablierten Tumormarker, welche die Positivdiagnose eines Sarkoms irgendeiner Differenzierung ermöglichen würde. Somit kann die letztendliche Diagnose eines EHE nur durch invasive Maßnahmen (Biopsie mit Probenentnahme) und pathologischer Begutachtung gestellt werden. Da es sich beim EHE um eine sehr seltene Entität handelt, es daher in den meisten Kliniken nur wenig diagnostische Erfahrungen hierzu gibt und die Diagnose gleichzeitig nur in Zusammenschau aller Faktoren (Histologie, Immunhistochemie, Bildgebung, klinischer Verlauf) zu stellen ist, werden ca. 60–80 % der betroffenen Patienten initial fehldiagnostiziert.
Die häufigsten Fehldiagnosen sind hierbei das sklerosierende Hämangiom sowie das Angiosarkom, seltener Metastasen anderer Tumoren und primäre Karzinome.
Bei Raumforderungen in der Leber muss außer anderen gut- oder bösartigen Neubildungen insbesondere auch eine zystische Echinokokkose ausgeschlossen werden.

## Klassifikation und Therapie
Sarkome des Körperstammes -dem häufigsten Manifestationsort des EHE- werden nicht gemäß der TNM-Klassifikation klassifiziert.
Auf Grund der Seltenheit des EHE existieren in Deutschland keine Therapieleitlinien. Daher gibt und gab es viele Ansätze zur Therapie dieses Tumors in Abhängigkeit von Stadium und Lokalisation.
Im Falle des hepatischen EHE umfassen diese unter anderem chirurgische (Leberteilresektionen, Lebertransplantation), chemo- und radiotherapeutische sowie lokale Verfahren (Radiofrequenzablation) oder auch schlichtes abwarten (watch and wait). Bei der Therapiewahl ist die Lokalisation, Ausdehnung sowie der klinische Zustand des Patienten zu beachten. Hierbei gilt insbesondere – im Gegensatz zum Angiosarkom, dass auch im metastasierten Zustand eine Heilung prinzipiell möglich ist (siehe „Prognose“) und das EHE keine Kontraindikation für eine Lebertransplantation darstellt. Wie bei den meisten soliden Tumoren ist eine dauerhafte Heilung des Patienten ohne chirurgischen Eingriff unwahrscheinlich.

## Prognose
Die Prognose der Patienten ist abhängig von der Primärlokalisation des Tumors, der Metastasierung zum Zeitpunkt der Diagnose, sowie dem klinischen Allgemeinzustand der Patienten – letzteres insbesondere in Bezug auf die möglichen Therapieoptionen.
Dabei bedingt eine initiale Metastasierung des Tumors – im Gegensatz zu den meisten Karzinomen – an sich keine belegbare Prognoseverschlechterung. Erst bei Befall von mehr als zwei Knochen, einer Beteiligung der Pleura oder dem Vorliegen eines assoziierten Aszites sowie Bluthusten (Hämoptysen) als Zeichen einer fortgeschrittenen Systemerkrankung ist von einer signifikanten Prognoseverschlechterung auszugehen. Bei Männern und Patienten über 55 Lebensjahren ist die Prognose unabhängig davon verschlechtert.
Generell ist die Prognose bei Vorliegen eines EHE als wesentlich besser zu bewerten als bei einem Angiosarkom. Patienten mit einem hepatischen EHE erreichen je nach Therapieansatz und initialem Stadium 5-Jahres-Überlebensraten von 60 % und mehr- auch bei initialem Multiorganbefall.